# Klisura, Pčinja
Klisura (chirilică: Клисура) este un sat situat în partea de sud-est a Serbiei, în Districtul Pčinja, la o distanțță de 6 km vest de punctul de frontieră cu Bulgaria Strezimirovci. Aparține administrativ de comuna Surdulica. La recensământul din 2002 localitatea avea 332 locuitori. Populația majoritară a satului este formată din etnici bulgari. Înaintea Primului Război Mondial așzearea a aparținut Bulgaria, fiind cedată de aceasta după Tratatul de la Versailles din 1919.